# Gäddegöl (Fågelfors socken, Småland, 633631-150119)
Gäddegöl är en sjö i Högsby kommun i Småland och ingår i Emåns huvudavrinningsområde.